# لارس اولوفسون
لارس اولوفسون (بالسويدية: Sverker Olofsson)‏ هو مقدم تلفزيوني سويدي، ولد في 14 أبريل 1947 في Vännäs ‏ في السويد.